# Jan Zajíc

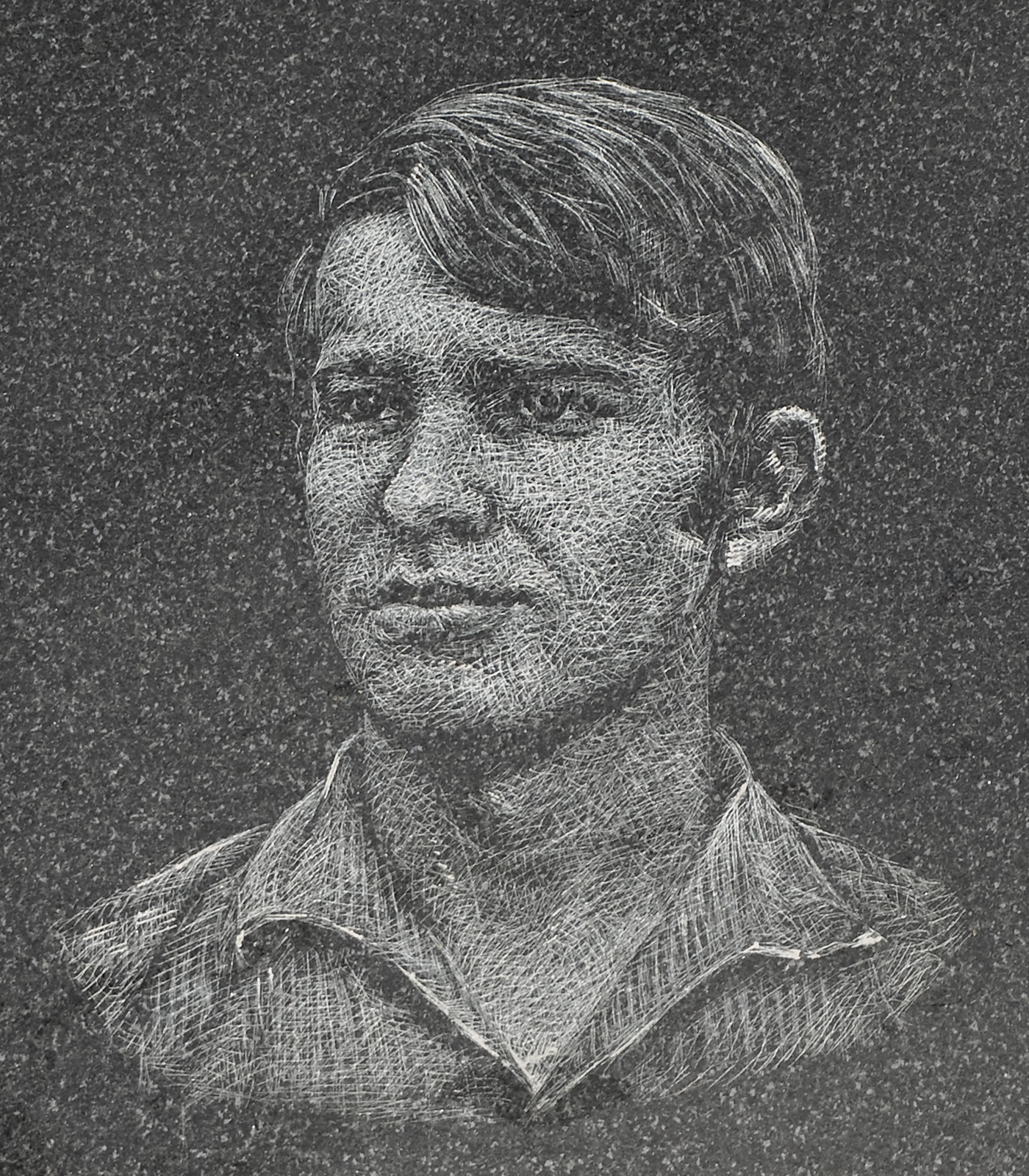
Jan Zajíc

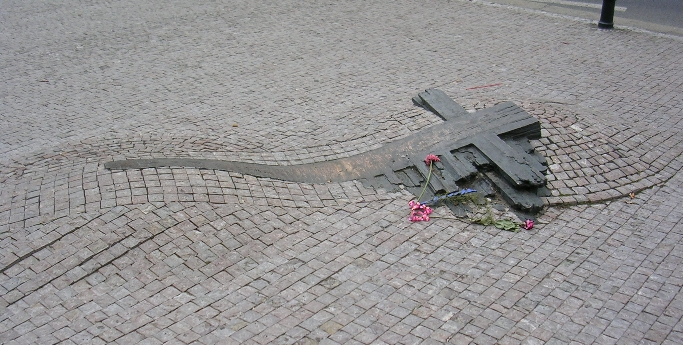
Denkmal für Jan Palach und Jan Zajíc im Pflaster vor dem Prager Nationalmuseum

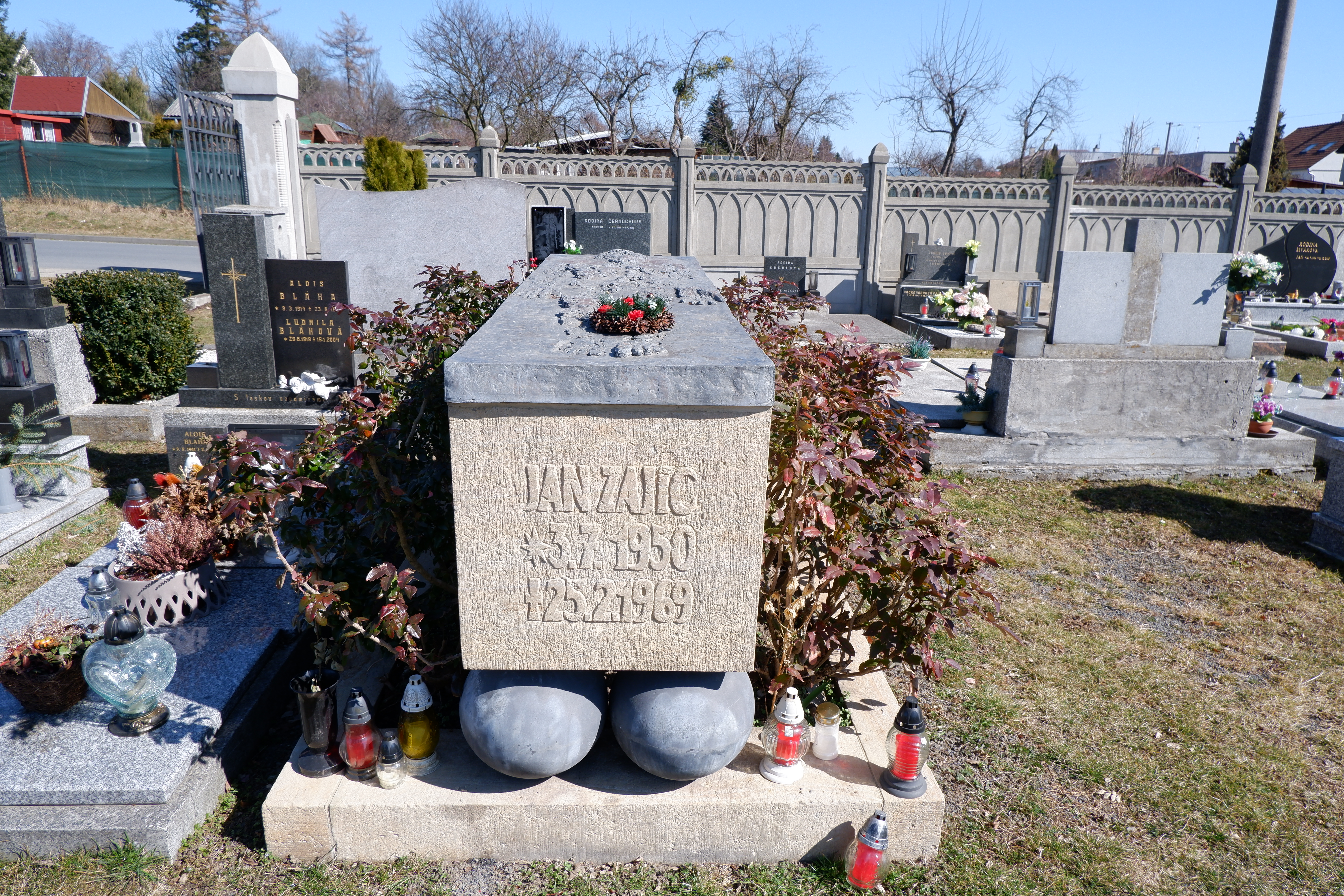
Grabmal von Jan Zajíc auf dem Friedhof in Vítkov

Jan Zajíc (* 3. Juli 1950 in Vítkov; † 25. Februar 1969 in Prag) war ein tschechoslowakischer Student, der sich aus Protest gegen die Besatzung seiner Heimat durch sowjetische Truppen als „Fackel Nr. 2“ auf dem Prager Wenzelsplatz selbst verbrannte. Die Bezeichnung bezieht sich auf Jan Palach, der als „Fackel Nr. 1“ angesehen wurde.

## Leben
Jan Zajíc war das zweite von drei Kindern aus der Familie einer Lehrerin und eines Drogisten. Seit dem Jahre 1965 studierte er an der Fachschule für die Eisenbahn. Er war literarisch begabt und interessierte sich für die Geisteswissenschaften. Im Jahre 1969 nahm er an dem studentischen Protesthungerstreik und an der Totenfeier für Jan Palach am Wenzelsstandbild in Prag teil. Am 25. Februar 1969, dem Jahrestag der kommunistischen Machtübernahme von 1948, reiste er gemeinsam mit drei seiner Kommilitonen nach Prag ab. Er hatte vor, die tschechoslowakische Gesellschaft aus einer Lethargie infolge der fortschreitenden politischen „Normalisierung“ zu wecken. Zajíc führte einige Briefe mit einem Aufruf an die tschechoslowakische Bevölkerung mit sich.
Um 13:30 Uhr betrat Zajíc den Flur des Hauses Wenzelsplatz 39. Anschließend zündete er sich an. Er wollte auf den Wenzelsplatz hinauslaufen, kollabierte jedoch und starb noch im Hausflur. Da die Behörden es nicht genehmigten, ihn gemäß seinem Wunsch in Prag zu bestatten, wurde er am 2. März 1969 unter Beteiligung tausender Trauergäste in seinem Geburtsort Vítkov begraben.

## Abschiedsbrief
Im Abschiedsbrief von Jan Zajíc stand:

„Maminko, tatínku, bratře, sestřičko!

Až budete číst tento dopis, budu už mrtev nebo velmi blízko smrti. Vím, jak velmi vážnou ránu vám svým činem způsobím, ale nezlobte se na mne. Želbohu, nejsme na světě jenom sami. Nedělám to proto, že by mne omrzel život, ale právě proto, že si ho až příliš vážím. Svým činem ho snad zajistím lepší. Znám cenu života a vím, že je to to nejdražší. Ale já hodně chci pro vás, pro všechny, a proto musím hodně platit. Po mém činu nepodléhejte malomyslnosti, ať se Jacek učí víc a Martička taky. Nesmíte se nikdy smířit s nespravedlností, ať je jakákoliv. Moje smrt vás k tomu zavazuje. Je mi líto, že už nikdy neuvidím vás ani to, co jsem měl tak rád. Odpusťte, že jsem se s vámi tolik hádal. Nenechejte ze mě udělat blázna.
Pozdravujte kluky, řeku a les.“

Auf Deutsch:

„Liebe Mutti, lieber Vati, lieber Bruder, liebe Schwester!
Wenn Ihr diesen Brief lest, bin ich schon tot oder fast tot. Ich weiß, was ich Euch mit meiner Tat verursache. Nehmt es mir aber nicht übel. Wir sind in der Welt leider nicht allein. Ich tue es nicht deswegen, weil ich lebensmüde bin. Ich tue es deswegen, weil ich das Leben viel zu hoch schätze. Ich hoffe, ich werde das Leben mit meiner Tat besser machen. Ich kenne den Preis des Lebens. Ich weiß, dass es das Teuerste ist. Ich verlange viel, also muss ich auch viel geben. Verfallt nicht in Trauer nach meiner Tat, sagt Jacek und Marta, sie sollen fleißiger lernen. Akzeptiert niemals Ungerechtigkeit, sei es in irgendeiner Form. Mein Tod soll Euch daran binden. Es tut mir leid, dass ich niemals euch und das sehen werde, was ich so liebte. Bitte verzeiht mir, dass ich so hart ins Gericht mit Euch gehe. Und lasst sie aus mir keinen Verrückten machen.
Grüßt mir die Jungen, den Fluss und den Wald“

## Posthume Ehrung
Nach ihm wurde der Asteroid Janzajíc benannt.
Am 28. Oktober 1991 verlieh der damalige Staatspräsident Václav Havel an Jan Palach und Jan Zajíc postum den Tomáš-Garrigue-Masaryk-Orden erster Klasse für ihren Beitrag zur Festigung der Demokratie und Menschenrechte.
Das Grabmal von Jan Zajíc wurde am 2. November 2015 unter Denkmalschutz gestellt und ebenso wie das Grabmal von Jan Palach am 23. November 2019 zum Nationalen Kulturdenkmal Tschechiens erklärt.